# NGC 7728
NGC 7728 في الفهرس العام الجديد، هي مجرة، تقع في كوكبة الفرس الأعظم. اكتشفت في 16 فبراير 1862 بواسطة هاينريش لويس دريست.

## روابط خارجية
- NGC 7728 على موقع ويكي سكاي: DSS2, SDSS, GALEX, IRAS, Hydrogen α, X-Ray, Astrophoto, Sky Map, Articles and images